# Друга битва за Газу
Друга битва за Газу (англ. Second Battle of Gaza) — наступальна операція сил Британської імперії в ході Синайсько-Палестинської кампанії на Близькосхідному театрі воєнних дій у Першій світовій війні. Після поразки у першій спробі опанувати Газу Єгипетські експедиційні сили під командуванням генерала Арчибальда Мюррея здійснили другу спробу захопити місто та закріпитися у Південній Палестині. Але, цього разу Газу міцно захищав потужний гарнізон османської армії, який після першої битви був істотно посилений. Вони утримували оборону всередині міста та на лінії потужних редутів, яка простягалася на схід уздовж дороги з Гази до Беер-Шеви. Захисники були атаковані трьома піхотними дивізіями Східних сил за підтримки двох кінних дивізій, але османській армії вдалося відбити наступ противника, завдавши британцям серйозних втрат. В результаті за три дні боїв з 17 по 19 квітня 1917 року, не досягши визначеної мети операції, британське командування змушено було відвести свої війська й тільки в листопаді 1917 року здійснити ще одну спробу здобути Газу, цього разу вдалу.
В результаті перемог Єгипетських експедиційних сил у битвах при Романі, Магдабі та Рафі, які відбулися з серпня 1916 по січень 1917 року, британці відтіснили переможену османську армію далеко на північний схід. Британська армія з союзниками знову опанувала єгипетську територію Синайського півострова та перейшла на територію Османської імперії на півдні Палестини. Проте перша спроба захопити Газу завершилася поразкою. В результаті османські війська за три тижні тактичної паузи між двома битвами значно посилили оборону Гази. Потужні, обладнані фортифікаційні укріплення виявилися неприступними під час катастрофічних фронтальних атак британської армії, і втрати її наближалися, а в деяких випадках перевищували, 50 % лише для здобуття незначної переваги.

## Історія

### Передумови
Протягом трьох тижнів після першої спроби британців захопити Газу османці швидко перетворили місто на найпотужніший осередок оборони у серії міцно укріплених позицій, що простягаються до Харейри в 19 км на схід від Гази і на південний схід у напрямку до Беер-Шеви. Керівництво османською армією значно збільшили глибину та фронт своєї оборони, створивши на цій місцевості майже ідеальний оборонний рубіж. Загалом османські війська захищали смугу 16–19 км, посилену потужною артилерією. Добре розташовані редути, що покривали широкі прогалини, забезпечували взаємну підтримку і полегшували можливості маневру великих резервних сил, що перебували за межами небезпечної зон в готовності для контратаки. Оборонні позиції в Атавіні, Сосейдж Рідж, Харейрі та Тейахі підтримувала одна одну, пануючі над на майже пласкою рівниною, що робило будь-яку атаку проти них майже неможливою.
Загалом британці оцінювали сили противника у 21 000 османських військових у Газі та Тель-еш-Шерії, 4 500 — у Хан-Сіхан і ще 2000 — в Атавіні. Інші британські оцінки становили 25 000 німецьких і османських військ у цьому районі, з яких — 8 500 у Газі, 4 500 — східніше Гази, 2 000 — у редуті Атавіне та 6 000 — у Харейрі та Тель-ель-Шерії приблизно на півдорозі між Газою та Беер-Шевою. Але, ці оцінки не відповідали дійсності. Сумарна чисельність сил оборони становила 48 845 осіб, у тому числі 18 185 з гвинтівками, 86 з кулеметами. Хоча загалом у них було 101 артилерійська система, в бою взяло участь лише 68 гармат, 12 з яких були більшого калібру.
Ударне угруповання Британської імперії складалося з трьох піхотних дивізій, які брали участь у першому штурмі Гази й зазнали певних втрат у боях за палестинське місто, а також резерву — 74-ї Йоменської дивізії. Вогневу підтримку дій наступаючих військ забезпечували 170 артилерійських систем, основу яких становили британські 5-дюймові (127-мм) гармати BL 60-pounder, 152-мм гаубиці BL 6 inch 30cwt та 203-мм гаубиці Mk I. Також в інтересах піхоти діяв загін з восьми важких танків Mark I з танкового корпусу, який щойно прибув на фронт.
Авіаційну підтримку наступаючих військ забезпечували сили 5-го авіакрила, з 17 B.E.2 і 8 Martinsyde G.100.
На етапі планування Добелл та Мюррей обговорили можливість флангової атаки на Газу зі сходу замість атаки з фронту. Однак, у силу різних обставин командування зупинилося на варіанти атаки укріплених позицій противник в лоб, на добре підготовлену османську оборону. Замислом передбачалося атакували із використанням усіх наявних сил, щоб одним потужним ударом «знищити» основні позиції, що захищали Газу, тоді як Пустельна колона мала наступати на правому фланзі, готуючись до переслідування противника, в разі його відступу із займаних позицій.

### Битва
Друга битва за Газу розпочалася зранку 17 квітня і тривала три дні. Східний фланг ударного угруповання з 52-ї та 54-ї піхотних дивізій наступав по центру, намагаючись якнайшвидше захопити лінію оборони противника від Шейх-Аббаса через Мансуру до Курд-Хілл на хребті Ес-Сір і закріпитися на цьому рубежі. у той час як 53-тя (Валлійська) дивізія просувалася через Ваді-Гуззі, на захід від дороги Рафа-Газа до Тель-ель-Уджула, щоб зачепитися у піщаних дюнах, утворивши своєрідний плацдарм, що прикриватиме лівий фланг 52-ї (Низинної) дивізії. 74-та Йоменська дивізія перебувала в резерві. Наступ підрозділів 54-ї (Східно-Англійської) дивізії підтримували два танки, але передовий танк був виведений з ладу після влучення трьох снарядів.
Атака на Шейх-Аббас вдалася о 07:00, коли район був зайнятий і почалися роботи з укріплення та закріплення на захоплених позиціях. Наступ 52-ї (низинної) дивізії зустрів сильніший спротив, але після того, як їхня 157-ма легка піхотна високогірна бригада захопила османський форпост у Ель-Бурджабі, вони змогли зайняти хребет Мансура. Тут їх просування було зупинене, коли вони потрапили під вогонь османської артилерії, яка стріляла з висот Алі Мунтара. Незважаючи на це, британським військам вдалося закріпитися на захоплених рубежах. Протягом дня була побудована укріплена лінія від Шейх Айліна до Шейх Аббаса приблизно в 4,8 км від Гази.
Удень танки рухалися навколо хребта Мансура, щоб знищити будь-які залишилися османські пости, але місцевість була складною для їхнього руху, і врешті-решт османська артилерія вогнем зупинила ворожі танки. Загалом Східна група зазнавши 300 втрат, захопила всі визначені об'єкти; втім це були тільки османські форпости.
Пустельна колона протягом дня просувалася вперед, захищаючи правий фланг 54-ї (Східно-Англійської) дивізії. 5-та кінна бригада (Імперська кінна дивізія) перетнула Ваді-Газзе о 02:30 і просунулася вгору через Ваді-еш-Шерія, щоб окупувати Х. Ерк, у 4,8 км на південний захід від Харейри. Тим часом Новозеландська кінно-стрілецька бригада АНЗАК увійшла в османський форпост під час просування до Харейри. З полудня новозеландці утримували лінію поблизу Ім-Сірі на дорозі Шеллал — Беер-Шева, звідки вони бачили значний рух ворожих сил навколо Тель-еш-Шерії та залізничного віадуку Беер-Шева — Рамле в Іргейгу.

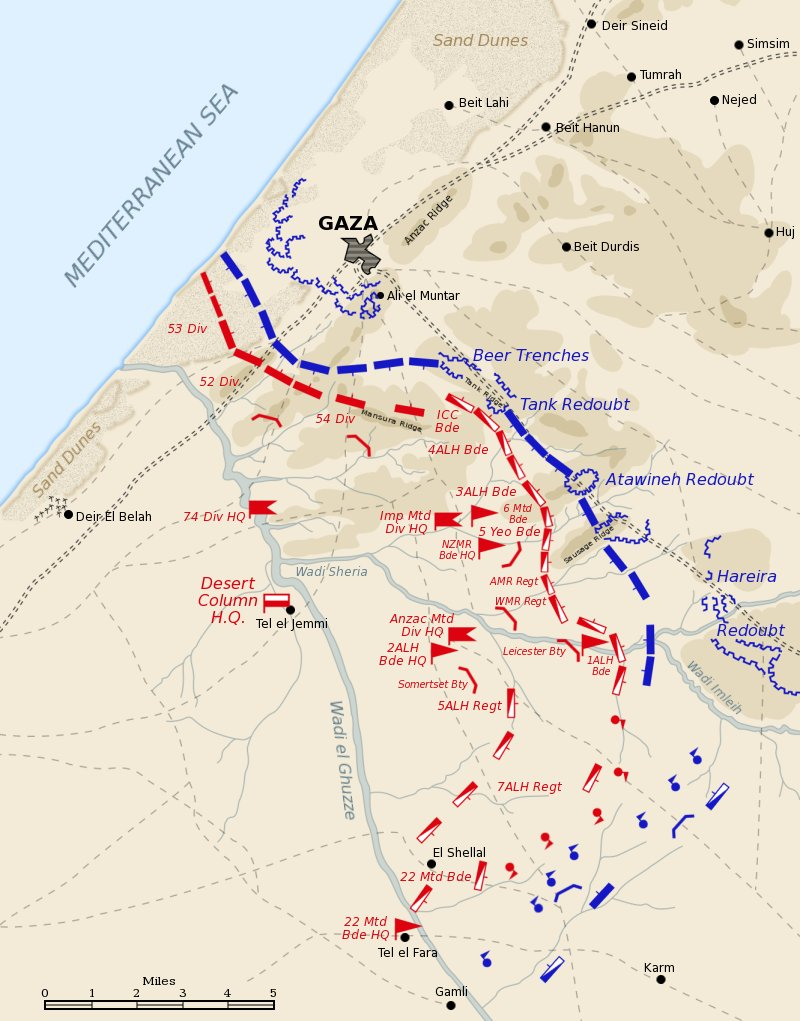
Положення сторін на 16:00 19 квітня 1917

Наступного дня, 18 квітня, поки піхота зміцнювала свої позиції та готувалася до бою, було здійснено артилерійський обстріл османських позицій з суші та моря. Також протягом дня піхота була посилена імперськими кінними дивізіями та імперською верблюжою бригадою. Правий фланг продовжувала охороняти кінна дивізія АНЗАК.
Після успіху першого етапу Добелл вирішив не намагатися продовжувати флангову атаку з Атавіне чи Харейри на Газу, а повернутися до свого початкового плану та розпочати серію атак, поки Пустельна колона своїми діями буде сковувати захисників на їхніх позицій на правому фланзі смуги наступу. 53-тя (валлійська) дивізія, Східні сили та Пустельна колона мали прорватися через 16–19 км укріпленої смуги османської оборони, яку підтримували вогнем добре приховані та пристріляні гармати.
О 05:30 19 квітня двогодинним артилерійським обстрілом, під час якого французькі і британські кораблі також вели вогонь по османських позиціях, почалася друга фаза операції. Піхота за підтримки вогню польової артилерії перейшла в атаку. Але через низьку насиченість артилерією смуги прориву, дефіцит снарядів до гармат, складні умови для наступаючих військ і особливо затятий спротив турецьких підрозділів, які добре підготувалися до відбиття ворожого наступу, британські війська змушені були зупинитися й незабаром почати окопуватися на займаних рубежах. В ході цього штурму, османцям вдалося захопили три британські танки. Кінна піхота, що атакувала на правому фланзі також не змогла здобути значних успіхів і зав'язла в передпіллі смуги оборони османських військ.
З настанням темряви бойові дії закінчилися, й британські командири розпочали підготовку до відновлення битви наступного дня.
Попри тому, що піхотним бригадам Єгипетських експедиційних сил вдалося прорватися в османські траншеї на кількох напрямках, вони були надто ослаблені запеклою обороною, щоб зберегти свої здобутки під час сильних контратак. Ближче до кінця дня стало очевидно, що в британців «немає шансів на успіх ні на одній ділянці фронту», і наступальні операції припинилися після того, як османські контратаки були ледве відбиті. Добелл, отримавши звіти від своїх дивізійних командирів з описом стану військ, низьким запасом боєприпасів і втратою приблизно 6000 людей, вирішив відкласти атаку на двадцять чотири години і доповів Мюррею, що погоджується з командирами дивізій, що наступний штурм призведе лише до додаткових втрат. Мюррей погодився.

### Наслідки
В ході Другої битви за Газу османські захисники зазнали втрату від 82 до 402 убитими, від 1337 до 1364 пораненими і від 242 до 247 зниклими безвісти. Близько 200 османських військовослужбовців було захоплено в полон.
У цей же період з 17 по 20 квітня Єгипетські експедиційні сили втратили 6444 людини. Піхота зазнала втрату 5328 осіб. Офіційні дані про втрати включають 509 убитих, 4359 поранених і 1534 зниклих безвісти; у тому числі 272 військовополонених, тоді як неофіційно ця цифра була набагато вищою — 17 000. Була також заявлена трохи менша цифра — 14 000. Через три місяці, 12 липня, генерал Алленбі проаналізувавши стан справ, доповів до Лондону, що «підрозділи, однак, мають чисельність нижче за мінімальну, і для доукомплектування чотирьох дивізій, що брали участь у битві потрібно 5150 піхотинців і 400 йоменів як підкріплення для доведення штатів до повної чисельності». Військовий цвинтар у Газі є мовчазним свідком втрат, які були набагато серйознішими, ніж це казали британській громадськості.